# Aurelia Pentón
Aurelia Catalina Pentón Conde (ur. 13 lutego 1941 w Jatibonico) – kubańska lekkoatletka, sprinterka i średniodystansowiec.
Specjalizowała się w biegu na 400 metrów i biegu na 800 metrów. Zwyciężyła na obu tych dystansach na mistrzostwach Ameryki Środkowej i Karaibów w 1967 w Xalapa-Enríquez. Na igrzyskach olimpijskich w 1968 w Meksyku zajęła 5. miejsce w finale biegu na 400 metrów. Zdobyła srebrny medal w biegu na 400 metrów i brązowy na 800  metrów na mistrzostwach Ameryki Środkowej i Karaibów w 1969 w Hawanie. Również zdobyła srebrny medal w biegu na 400 metrów na igrzyskach Ameryki Środkowej i Karaibów w 1970 w Panamie. Na uniwersjadzie w 1970 w Turynie zdobyła brązowy medal w biegu na 400 metrów.
Zdobyła srebrny medal w sztafecie 4 × 400 metrów podczas igrzysk panamerykańskich w 1971 w Cali (sztafeta kubańska biegła w składzie: Beatriz Castillo, Marcela Chibás, Pentón i Carmen Trustée). W biegu na 400 metrów zajęła 4. miejsce. Na mistrzostwach Ameryki Środkowej i Karaibów w 1971 w Kingston zdobyła srebrny medal w biegu na 800 metrów i złoty w sztafecie 4 × 400 metrów (w składzie: Trustée, Castillo, Pentón i Chibás).
Na igrzyskach olimpijskich w 1972 w Monachium Pentón odpadła w półfinale biegu na 400 metrów i w eliminacjach sztafety 4 × 400 metrów. Zwyciężyła w biegu na 400 metrów na mistrzostwach Ameryki Środkowej i Karaibów w 1973 w Maracaibo, a na igrzyskach Ameryki Środkowej i Karaibów w 1974 w Santo Domingo zdobyła złoty medal w biegu na 400 metrów i srebrny w biegu na 800 metrów. Zdobyła brązowy medal w sztafecie 4 × 400 metrów (w składzie: Eia Cabreia, Rosa López, Asunción Acosta i Pentón) na igrzyskach panamerykańskich w 1975 w Meksyku.
Zdobyła brązowe medale w biegach na 400 i na 800 metrów na mistrzostwach Ameryki Środkowej i Karaibów w 1977 w Xalapa-Enríquez. Na igrzyskach Ameryki Środkowej i Karaibów w 1978 w Medellín zwyciężyła w obu tych konkurencjach oraz w sztafecie 4 × 400 metrów (w składzie: Ana Guibert, Castillo, Pentón i Ana Fidelia Quirot). Zdobyła srebrny medal w sztafecie 4 × 400 metrów (w składzie: Guibert, Quirot, Nery McKeen i Pentón) oraz brązowy w biegu na 800 metrów na igrzyskach panamerykańskich w 1979 w San Juan, a w biegu na 400 metrów zajęła 4. miejsce.
Zwyciężyła w biegu na 400 metrów na mistrzostwach Polski w 1972 w Warszawie, które były rozgrywane w obsadzie międzynarodowej.
Wielokrotna rekordzistka Kuby na 400 metrów (do czasu 50,56 16 lipca 1978 w Medellín), na 800 metrów (do czasu 2:01,38 18 lipca 1978 w Medellín) i w sztafecie 4 × 400 metrów (do czasu 3:31,34 20 lipca 1978 w Medellín).